# Pararge postprotohiera
Pararge postprotohiera är en fjärilsart som beskrevs av Ruggero Verity 1953. Pararge postprotohiera ingår i släktet Pararge och familjen praktfjärilar. Inga underarter finns listade i Catalogue of Life.